# Aurora 1
Aurora 1 fue un satélite artificial del Departamento de Defensa de Estados Unidos lanzado el 29 de junio de 1967 desde la base aérea de Vandenberg mediante un cohete Delta.

## Objetivos
La misión de Aurora 1 fue la de estudiar las auroras polares y probar nuevas tecnologías y técnicas de vuelo espacial.